# Pokémon the Series: Diamond & Pearl
Pokémon, A Série: Diamante e Pérola (Brasil) ou Diamond and Pearl (Portugal), conhecido nos Estados Unidos como Pokémon the Series: Diamond & Pearl, conhecido no Japão como Pocket Monsters Diamond & Pearl (ポケットモンスター ダイヤモンド&パール, Poketto Monsutā Daiyamondo & Pāru, lit. "Monstros de Bolso Diamante e Pérola"), é uma quarta série do anime Pokémon, que reúne as temporadas 10 a 13 deste anime, adaptado dos jogos eletrônicos Pokémon Diamond e Pearl e Pokémon Platinum, e transmitido no Japão pelo canal TV Tokyo entre 28 de setembro de 2006 e 9 de setembro de 2010. Nos Estados Unidos, pré-estreou em 20 de abril de 2007, com três primeiros episódios e estreou em 4 de junho de 2007, no Cartoon Network. No Brasil, estreou em 9 de fevereiro de 2008, no Cartoon Network. Em Portugal, estreou em 31 de janeiro de 2009, na SIC. Esta série narra as aventuras de Ash e Brock através de Sinnoh; eles estão acompanhados por Dawn.

## Enredo
Ash viaja com Brock, uma última vez, em direção ao norte para a região de Sinnoh, com May e Max seguindo seus próprios caminhos. Ash e Brock encontram Dawn (Hikari), outra coordenadora Pokémon, que viaja com eles enquanto eles passam por Sinnoh onde eles devem derrotar Cyrus e sua Equipe Galáctica.

## Personagens
| Personagens                                  | Tipo                  |
| -------------------------------------------- | --------------------- |
| Ash Ketchum                                  | Principal             |
| Pikachu                                      | Principal             |
| Brock Harrison                               | Principal             |
| Dawn                                         | Principal             |
| May                                          | Principal             |
| Jessie                                       | Antagonista Principal |
| James                                        | Antagonista Principal |
| Meowth                                       | Antagonista Principal |
| Cyrus                                        | Antagonista Principal |
| Marte                                        | Antagonista Principal |
| Júpiter                                      | Antagonista Principal |
| Saturno                                      | Antagonista Principal |
| Charon                                       | Antagonista Principal |
| Caçadora J                                   | Antagonista Principal |
| Delia Ketchum                                | Secundário            |
| Prof. Carvalho (Brasil) ou Oak (Portugal)    | Secundário            |
| Gary Carvalho (Brasil) ou Oak (Portugal)     | Secundário            |
| Enfermeira Joy                               | Secundário            |
| Policial (Brasil) ou Agente (Portugal) Jenny | Secundário            |
| Paul                                         | Secundário            |
| Zoey                                         | Secundário            |
| Prof. Sorveira/Rowan                         | Secundário            |
| Cynthia                                      | Secundário            |
| Barry                                        | Secundário            |
| Nando                                        | Secundário            |
| Kenny                                        | Secundário            |
| Conway                                       | Secundário            |
| Ursula                                       | Secundário            |
| Angie                                        | Secundário            |
| Lyra                                         | Secundário            |
| Khoury                                       | Secundário            |
| Cheryl                                       | Secundário            |
| Mira                                         | Secundário            |
| Riley                                        | Secundário            |
| Marley                                       | Secundário            |
| Buck                                         | Secundário            |
| Tobias                                       | Secundário            |

## Temporadas
Esta série é dividido por 4 temporadas:
| Temporadas | Título                                                                 | Episódios | Datas de exibição                              | Datas de exibição                            | Datas de exibição                              | Datas de exibição                                                                                              |
| Temporadas | Título                                                                 | Episódios | Japão                                          | Estados Unidos                               | Brasil                                         | Portugal |
| ---------- | ---------------------------------------------------------------------- | --------- | ---------------------------------------------- | -------------------------------------------- | ---------------------------------------------- | --- |
| 10ª        | Diamante e Pérola (Brasil) ou Diamond and Pearl (Portugal)             | 52        | 28 de setembro de 2006 – 9 de setembro de 2010 | 20 de abril de 2007 – 1 de fevereiro de 2008 | 9 de fevereiro de 2008 – 8 de setembro de 2008 | 31 de janeiro de 2009 – 13 de março de 2010 (SIC) 20 de setembro de 2010 – 25 de outubro de 2010 (Panda Biggs) |
| 11ª        | DP: Batalha Dimensional (Brasil) ou DP: Dimensão Combate (Portugal)    | 52        | 28 de setembro de 2006 – 9 de setembro de 2010 | 12 de abril de 2008 – 2 de maio de 2009      | 5 de janeiro de 2009 – 28 de dezembro de 2009  | 26 de outubro de 2010 – 5 de janeiro de 2011                                                                   |
| 12ª        | DP: Batalhas Galácticas (Brasil) ou DP: Combates Galácticos (Portugal) | 52        | 28 de setembro de 2006 – 9 de setembro de 2010 | 9 de maio de 2009 – 15 de maio de 2010       | 13 de janeiro de 2010 – 29 de dezembro de 2010 | 1 de junho de 2011 – 4 de agosto de 2011                                                                       |
| 13ª        | DP: Vencedores da Liga Sinnoh                                          | 34        | 28 de setembro de 2006 – 9 de setembro de 2010 | 5 de junho de 2010 – 5 de fevereiro de 2011  | 2 de abril de 2011 – 26 de novembro de 2011    | 25 de dezembro de 2011 – 9 de fevereiro de 2012                                                                |

## Episódios

### 10ª Temporada: Pokémon: Diamante e Pérola
Pokémon: Diamond and Pearl é a décima temporada da série de anime Pokémon e a temporada inicial da série Diamante e Pérola no Ocidente.
Nos Estados Unidos, a temporada começou no Cartoon Network em 20 de fevereiro de 2007 com o episódio "Following a Maiden's Voyage!". A décima temporada consistiu em 52 episódios e terminou com o episódio "Smells Like Team Spirit!" em 1º de fevereiro de 2008.
| # (série)  | # (temporada) | Título no Brasil                                         | Título nos Estados Unidos                               |
| ---------- | ------------- | -------------------------------------------------------- | ------------------------------------------------------- |
| 0470/DP001 | 01            | Seguindo na Viagem de Estréia!                           | Following a Maiden's Voyage!                            |
| 0471/DP002 | 02            | Dois Graus de Separação!                                 | Two Degrees of Separation                               |
| 0472/DP003 | 03            | Quando os Mundos Pokémon Colidem!                        | When Pokémon Worlds Collide                             |
| 0473/DP004 | 04            | O Amanhecer de Uma Nova Era!                             | Dawn Of A New Era                                       |
| 0474/DP005 | 05            | Engalhado em Confusões!                                  | Gettin' Twiggy With It                                  |
| 0475/DP006 | 06            | Duas Ações, Duas Reações!                                | Different Strokes For Different Blokes                  |
| 0476/DP007 | 07            | A Grande Virada de Piplup!                               | Like It Or Lup It                                       |
| 0477/DP008 | 08            | O Ginásio de Perna Curta!                                | Gymbaliar                                               |
| 0478/DP009 | 09            | Meu Mundo Por um Buneary!                                | Setting the World On Its Buneary                        |
| 0479/DP010 | 10            | Na Moda do Poké-lógio!                                   | Not On My Watch Ya Don't                                |
| 0480/DP011 | 11            | Montando Um Ataque de Coordenador!                       | Mounting A Coordinator Assault                          |
| 0481/DP012 | 12            | A Chegada de Uma Rival!                                  | Arrival For A Rival                                     |
| 0482/DP013 | 13            | Nasce um Staravia!                                       | A Staravia Is Born                                      |
| 0483/DP014 | 14            | Deixa Com o Brock!                                       | Leave It To Brock                                       |
| 0484/DP015 | 15            | As Coisas São Como São!                                  | Shapes of Things To Come                                |
| 0485/DP016 | 16            | Enfrentando um Grande Desafio!                           | A Gruff Act To Follow                                   |
| 0486/DP017 | 17            | Selvagens nas Ruas!                                      | Wild In The Street                                      |
| 0487/DP018 | 18            | O Rampardos que Nós Assistimos!                          | O'er the Rampardos We Watched                           |
| 0488/DP019 | 19            | Pegue-me se Puder!                                       | Twice Smitten, Once Shy                                 |
| 0489/DP020 | 20            | Caçadora de Encrencas!                                   | Mutiny In The Bounty                                    |
| 0490/DP021 | 21            | Queremos Uma Evolução!                                   | Ya See We Want an Evolution                             |
| 0491/DP022 | 22            | Emprestando Aos Maus!                                    | Borrow On Bad Faith                                     |
| 0492/DP023 | 23            | Enfrentando o Cabeça Dura do Steelix!                    | Faced With Steelix Determination                        |
| 0493/DP024 | 24            | Preparando Uma Doce História!                            | Cooking Up a Great Story                                |
| 0494/DP025 | 25            | Ah, Você Sabe Fazer Poffins!                             | Oh Do You Know The Poffin Plan                          |
| 0495/DP026 | 26            | Nervosismo de Pré-Torneio!                               | Getting The Pre-contests Titters!                       |
| 0496/DP027 | 27            | Definindo um Placar de Velhos Amigos!                    | Setting A Not-So-Old Score                              |
| 0497/DP028 | 28            | Drifloon ao Vento!                                       | Drifloon In The Wind!                                   |
| 0498/DP029 | 29            | Os Gêmeos Campeões!                                      | The Champ Twins!                                        |
| 0499/DP030 | 30            | Doces Encantamentos!                                     | Some Enchanted Sweetening                               |
| 0500/DP031 | 31            | O Tipo Grama e Sempre Mais Verde!                        | The Grass-Type Is Aways Greener                         |
| 0501/DP032 | 32            | Uma Combeenação Nervosa!                                 | An Angry Combeenation                                   |
| 0502/DP033 | 33            | Vestido Para a Vitória!                                  | Als Dressed Up With Somewhere To Go                     |
| 0503/DP034 | 34            | Todos Contra Buizel!                                     | Buizel Your Way Out Of This                             |
| 0504/DP035 | 35            | A Tropa de Elite!                                        | An Elite Meet and Greet!                                |
| 0505/DP036 | 36            | Uma Esfera Secreta de Influência!                        | A Secret Sphere Of Influence!                           |
| 0506/DP037 | 37            | O Doce Perfume de Gardênia!                              | A Grass Menagerie                                       |
| 0507/DP038 | 38            | Com a Happiny Somos Uma Família Feliz!                   | One Big Happiny Family!                                 |
| 0508/DP039 | 39            | Duas Babás Quase Perfeitas!                              | Steam Boat Willies                                      |
| 0509/DP040 | 40            | Um Desafio de Elite!                                     | Top-Down Training                                       |
| 0510/DP041 | 41            | O Melhor Treinamento de Duplas!                          | A Stand-Up Sit-Down!                                    |
| 0511/DP042 | 42            | A Companhia Electrike!                                   | The Electrike Company                                   |
| 0512/DP043 | 43            | Mismagius no País das Maravilhas!                        | Malice In Wonderland                                    |
| 0513/DP044 | 44            | Hipótese Hipnótica!                                      | Mass Hip-Po-Sis                                         |
| 0514/DP045 | 45            | O Dia da Caça!                                           | Ill-Will Hunting                                        |
| 0515/DP046 | 46            | A Corrida Labirintonária!                                | A Maze-ing Race                                         |
| 0516/DP047 | 47            | Sandshrew na Mira!                                       | Sandshrew's Locker                                      |
| 0517/DP048 | 48            | Ash e Dawn! Seguindo Uma Nova Jornada! (episódio banido) | Ash & Dawn! Head For A New Adventure! (episódio banido) |
| 0518/DP049 | 49            | Um Dia Ruim Para Dawn!                                   | Dawn's Early Night                                      |
| 0519/DP050 | 50            | Batalha em Dupla! Aqui Vamos Nós!                        | Tag! We're It                                           |
| 0520/DP051 | 51            | A Chama da Glória!                                       | Glory Blaze                                             |
| 0521/DP052 | 52            | Tem Jeito de Espírito de Equipe!                         | Smells Like Team Spirit                                 |

### 11ª Temporada: Pokémon: Diamante e Pérola: Batalha Dimensional
Pokémon DP: Battle Dimension é a décima primeira temporada da série de anime Pokémon no Ocidente.
Nos Estados Unidos, a temporada começou no Cartoon Network em 12 de abril de 2008 com o episódio "Tears for Fears!". A décima primeira temporada consistiu em 52 episódios e terminou com o episódio "Sleepless In Pre-Battle!" em 2 de maio de 2009.
| # (série)  | # (temporada) | Título no Brasil                                             | Título nos Estados Unidos                        |
| ---------- | ------------- | ------------------------------------------------------------ | ------------------------------------------------ |
| 0522/DP053 | 01            | Lágrimas de Chimchar!                                        | Tears for Fears                                  |
| 0523/DP054 | 02            | Era Uma Vez, Nos Campos Verdejantes!                         | Once There Were Greenfields                      |
| 0524/DP055 | 03            | A Hora da Troca!                                             | Throwing the Track Switch                        |
| 0525/DP056 | 04            | O Lacre Quebrado!                                            | The Keystone Pops!                               |
| 0526/DP057 | 05            | A Greve de Bibarel!                                          | Bibarel Gnaws Best!                              |
| 0527/DP058 | 06            | Evolução Debaixo do Nariz!                                   | Nosing 'Round the Mountain                       |
| 0528/DP059 | 07            | A Visão de Luxray!                                           | Luxray Vision                                    |
| 0529/DP060 | 08            | Viagem ao Desconhecido!                                      | Journey to the Unown                             |
| 0530/DP061 | 09            | Choque de Rivais!                                            | Team Shocker                                     |
| 0531/DP062 | 10            | Um Tanque Cheio de Preguiça!                                 | Tanks for the Memories                           |
| 0532/DP063 | 11            | A Fonte Termal Secou!                                        | Hot Springing a Leak                             |
| 0533/DP064 | 12            | Voando Pelas Asas da Mudança!                                | Riding the Winds of Change                       |
| 0534/DP065 | 13            | Operação Resgate na Areia!                                   | Sleight of Sand                                  |
| 0535/DP066 | 14            | Animando Uma Líder Derrotada!                                | Lost Leader Strategy                             |
| 0536/DP067 | 15            | Cruzando a Linha de Batalha!                                 | Crossing the Battle Line!                        |
| 0537/DP068 | 16            | Uma Chance Tripla!                                           | A Triple Fighting Chance!                        |
| 0538/DP069 | 17            | Entram os Galáticos!                                         | Enter Galactic!                                  |
| 0539/DP070 | 18            | Que Toquem os Sinos!                                         | The Bells Are Singing!                           |
| 0540/DP071 | 19            | Patrulheiro Pokémon e o Riolu Sequestrado! Parte 1           | Pokemon Ranger and the Kidnapped Riolu! Part One |
| 0541/DP072 | 20            | Patrulheiro Pokémon e o Riolu Sequestrado! Parte 2           | Pokemon Ranger and the Kidnapped Riolu! Part Two |
| 0542/DP073 | 21            | Destinos Cruzados!                                           | Crossing Paths                                   |
| 0543/DP074 | 22            | Pikachu e Golias!                                            | Pika and Goliath                                 |
| 0544/DP075 | 23            | Lições de um Mestre!                                         | Our Cup Runneth Over!                            |
| 0545/DP076 | 24            | Batalha em Duplas Por Uma Refeição!                          | A Full Course Tag Battle!                        |
| 0546/DP077 | 25            | Rivalidade a Mil!                                            | Staging A Heroes' Welcome!                       |
| 0547/DP078 | 26            | Separando um Grupo de Amigos!                                | Pruning a Passel of Pals!                        |
| 0548/DP079 | 27            | Estratégia Com Sorriso!                                      | Strategy With a Smile!                           |
| 0549/DP080 | 28            | Achado Não é Roubado!                                        | The Thief That Keeps on Thieving!                |
| 0550/DP081 | 29            | Chim-Chama!                                                  | Chim-Charred!                                    |
| 0551/DP082 | 30            | A Nata dos Croagunk!                                         | Cream of the Croagunk Crop!                      |
| 0552/DP083 | 31            | Uma Montanha no Meio do Caminho!                             | A Crasher Course in Power!                       |
| 0553/DP084 | 32            | Famintos Por Uma Vida Boa!                                   | Hungry For the Good Life!                        |
| 0554/DP085 | 33            | Enfrentando o Medo Com Medo!                                 | Fighting Fear With Fear!                         |
| 0555/DP086 | 34            | Chegando Com Estilo!                                         | Arriving in Style!                               |
| 0556/DP087 | 35            | Os Psyduck Param Aqui!                                       | The Psyduck Stops Here!                          |
| 0557/DP088 | 36            | O Acampamento de Verão!                                      | Camping it Up!                                   |
| 0558/DP089 | 37            | O Próprio em Pessoa!                                         | Up Close and Personable!                         |
| 0559/DP090 | 38            | Quem Tem Medo de Fantasma!                                   | Ghoul Daze!                                      |
| 0560/DP091 | 39            | Uma Equipe, Duas Equipes, Equipe Vermelha, Equipe Azul!      | One Team, Two Team, Red Team, Blue Team!         |
| 0561/DP092 | 40            | Equipe Rocket, Uma Poderosa Maquina de Luta Magra e Malvada! | A Lean Mean Team Rocket Machine!                 |
| 0562/DP093 | 41            | Jogando no Campo da Nivelação!                               | Playing The Leveling Field!                      |
| 0563/DP094 | 42            | Doutor Brock!                                                | Doc Brock!                                       |
| 0564/DP095 | 43            | Batalha de Geraçôes!                                         | Battling the Generation Gap!                     |
| 0565/DP096 | 44            | Perdendo o Brilho!                                           | Losing Its Lustrous!                             |
| 0566/DP097 | 45            | É Tudo ou Nada!                                              | Double Team Turnover!                            |
| 0567/DP098 | 46            | Se a Boia Servir, Use!                                       | If the Scarf Fits, Wear It!                      |
| 0568/DP099 | 47            | O Experiente e os Amadores!                                  | A Trainer and Child Reunion!                     |
| 0569/DP100 | 48            | Ajudando o Inimigo!                                          | Aiding the Enemy!                                |
| 0570/DP101 | 49            | Barry Botando Pra Quebrar!                                   | Barry's Busting Out All Over!                    |
| 0571/DP102 | 50            | O Escudo!                                                    | Shield With A Twist!                             |
| 0572/DP103 | 51            | Separados Até o Fim!                                         | Jumping Rocket Ship!                             |
| 0573/DP104 | 52            | Epidemia de Pesadelo!                                        | Sleepless in Pre-Battle                          |

### 12ª Temporada: Pokémon: Diamante e Pérola: Batalhas Galáticas
Pokémon DP: Galactic Battles é a décima segunda temporada da série de anime Pokémon no Ocidente.
Nos Estados Unidos, a temporada começou no Cartoon Network em 9 de maio de 2009 com o episódio "Get Your Rotom Running!". A décima segunda temporada consistiu em 53 episódios e terminou com o episódio "Gotta Get a Gible!" em 15 de maio de 2010.
| # (série)  | # (temporada) | Título no Brasil                              | Título nos Estados Unidos          |
| ---------- | ------------- | --------------------------------------------- | ---------------------------------- |
| 0574/DP105 | 01            | Ligue o Seu Rotom!                            | Get Your Rotom Running!            |
| 0575/DP106 | 02            | Uma Manada de Desobediência!                  | A Breed Stampede!                  |
| 0576/DP107 | 03            | Casos de Família!                             | Ancient Family Matters!            |
| 0577/DP108 | 04            | A Defesa é o Melhor Ataque!                   | Dealing With Defensive Types!      |
| 0578/DP109 | 05            | Operação Wailmer!                             | Leading a Stray!                   |
| 0579/DP110 | 06            | Problemaço Com o Pokémon de Aço!              | Steeling Peace of Mind!            |
| 0580/DP111 | 07            | Salvando o Mundo da Ruína!                    | Saving the World From Ruins!       |
| 0581/DP112 | 08            | Perdidos na Ilha Deserta!                     | Cheers on Castaways Isle!          |
| 0582/DP113 | 09            | Segure o Phione!                              | Hold The Phione!                   |
| 0583/DP114 | 10            | Um Outro Gabite Fazendo Poeira!               | Another One Gabites the Dust!      |
| 0584/DP115 | 11            | Roubando a Cena!                              | Stealing the Conversation!         |
| 0585/DP116 | 12            | A Tempestade de Neve!                         | The Drifting Snorunt!              |
| 0586/DP117 | 13            | Macarrão?! Tô Fora!                           | Noodles! Roamin' Off!              |
| 0587/DP118 | 14            | A Grande Competição da Área!                  | Pursuing a Lofty Goal!             |
| 0588/DP119 | 15            | Cuidando do Pequeno Gigante!                  | Trials and Adulations!             |
| 0589/DP120 | 16            | Criaturas Misteriosas: Pokémon!               | Mysterious Criature: Pokémon!      |
| 0590/DP121 | 17            | O Snover Solitário!                           | The Lonely Snover!                 |
| 0591/DP122 | 18            | Parado em Nome do Amor!                       | Stopped in the Name of Love!       |
| 0592/DP123 | 19            | Antigos Rivais, Novos Truques!                | Old Rivals, New Tricks!            |
| 0593/DP124 | 20            | A Escolha Certa!                              | To Thine Own Pokémon Be True!      |
| 0594/DP125 | 21            | Uma Beleza de Batalha!                        | Battling a Cute Drama!             |
| 0595/DP126 | 22            | A Sala de Aula!                               | Classroom Trainning!               |
| 0596/DP127 | 23            | Deslizando Para a Sétima!                     | Sliding into Seventh!              |
| 0597/DP128 | 24            | Uma Pirâmide de Fúria!                        | A Pyramiding Rage!                 |
| 0598/DP129 | 25            | Pilares de Amizade!                           | Pillars of Friendship!             |
| 0599/DP130 | 26            | A Encruzilhada!                               | Frozen on Their Tracks!            |
| 0600/DP131 | 27            | Ralar Pra Ganhar!                             | Pedal To The Mettle!               |
| 0601/DP132 | 28            | Evoluindo Estratégias!                        | Evolving Strategies!               |
| 0602/DP133 | 29            | Derrota Indolor!                              | Uncrushing Defeat!                 |
| 0603/DP134 | 30            | Um Problema na Floresta!                      | Promoting Healthy Tangrowth!       |
| 0604/DP135 | 31            | A Gincana Pokémon!                            | Beating The Bustle & Hustle!       |
| 0605/DP136 | 32            | Portal Para a Ruína!                          | Gateway to Ruin!                   |
| 0606/DP137 | 33            | Os Três Lados da História!                    | Three Sides to Every Story!        |
| 0607/DP138 | 34            | A Estratégia Começa em Casa!                  | Strategy Begins at Home!           |
| 0608/DP139 | 35            | O Fim do Falso Professor Carvalho!            | A Faux Oak Finish!                 |
| 0609/DP140 | 36            | Uma Viagem Misteriosa e Histórica!            | Historical Mystery Tour!           |
| 0610/DP141 | 37            | Desafiando um Símbolo da Torre!               | Challenging A Towering Figure!     |
| 0611/DP142 | 38            | Onde Nenhum Togepi Jamais Esteve!             | Where No Togepi Has Gone Before!   |
| 0612/DP143 | 39            | A Disputa Por Um Ovo!                         | An Egg Scramble!                   |
| 0613/DP144 | 40            | Desaparecidos em Windworks!                   | Gone With the Windworks!           |
| 0614/DP145 | 41            | Uma Rivalidade Que Vale a Pena!               | A Rivalry to Gible On!             |
| 0615/DP146 | 42            | Vestido para o Jess Sucesso!                  | Dressed for Jess Success!          |
| 0616/DP147 | 43            | Mirando no Alvo!                              | Bagged Then Tagged!                |
| 0617/DP148 | 44            | A Pedra da Alegria!                           | Try for the Family Stone!          |
| 0618/DP149 | 45            | Grudado em Quem Você Conhece!                 | Sticking With Who You Know!        |
| 0619/DP150 | 46            | Destrancando a Corrente Vermelha dos Eventos! | Unlocking the Red Chain of Events! |
| 0620/DP151 | 47            | As Necessidades dos Três!                     | The Needs of the Three!            |
| 0621/DP152 | 48            | A Batalha Final da Lenda!                     | The Battle Finale of Legend!       |
| 0622/DP153 | 49            | O Tesouro é Todo Meu!                         | The Treasure Is All Mine!          |
| 0623/DP154 | 50            | O Senhor dos Eventos!                         | Mastering Current Events!          |
| 0624/DP155 | 51            | Treino Para a Batalha Dupla!                  | Double-Time Battle Training!       |
| 0625/DP156 | 52            | Uma Ascensão Meteórica!                       | A Meteoric Rise to Excellence!     |
| 0626/DP157 | 53            | Peguei um Gible!                              | Gotta Get a Gible!                 |

### 13ª Temporada: Pokémon: Diamante e Pérola: Vencedores da Liga Sinnoh
Pokémon DP: Sinnoh League Victors é a décima terceira temporada da série de anime Pokémon e a temporada final da série Diamante e Pérola no Ocidente.
A temporada começou no Cartoon Network dos Estados Unidos em 5 de junho de 2010 com o episódio "Regaining the Home Advantage!". A décima terceira temporada consistiu em 34 episódios e terminou com o episódio "Memories are Made of Bliss!" em 5 de fevereiro de 2011.
| # (série)  | # (temporada) | Título no Brasil                                  | Título nos Estados Unidos                 |
| ---------- | ------------- | ------------------------------------------------- | ----------------------------------------- |
| 0627/DP158 | 01            | Ganhando Outra Vez a Vantagem em Casa!            | Regaining the Home Advantage!             |
| 0628/DP159 | 02            | Curto e Grosso!                                   | Short and To the Punch!                   |
| 0629/DP160 | 03            | Maratona de Rivalidade!                           | A Marathon Rivalry!                       |
| 0630/DP161 | 04            | Isso Dee Dee, é a Dawn!                           | Yes, in Dee Dee It's Dawn!                |
| 0631/DP162 | 05            | Brincando de Marcar Pontos!                       | Playing The Performance Encore!           |
| 0632/DP163 | 06            | Fogo Contra Fogo!                                 | Fighting Ire with Fire                    |
| 0633/DP164 | 07            | Piplup Pra Cima e Além!                           | Piplup Up And Away!                       |
| 0634/DP165 | 08            | Flint Brilha no Fogo !                            | Flint Sparks The Fire!                    |
| 0635/DP166 | 09            | A Torre dos Sentimentos de Sunyshore!             | The Fleeing Tower of Sunyshore!           |
| 0636/DP167 | 10            | Ensinando o Aluno Professor!                      | Teaching the Student Teacher!             |
| 0637/DP168 | 11            | Mantendo a Boa Forma!                             | Keeping in Top Forme!                     |
| 0638/DP169 | 12            | Patrulheiro Pokémon, o Resgate do Heatran!        | Pokémon Ranger! Rescue Mission Heatran!   |
| 0639/DP170 | 13            | Um Disfarce de Elite!                             | An Elite Coverup!                         |
| 0640/DP171 | 14            | O Amanhecer de um Dia Real!                       | Dawn of a Royal Day!!                     |
| 0641/DP172 | 15            | Cheia de Graça!                                   | With the Easiest of Grace!                |
| 0642/DP173 | 16            | Lidando Com Uma Fera em Dose Dupla!               | Dealing With a Fierce Double Ditto Drama! |
| 0643/DP174 | 17            | Última Chamada - Primeiro Round!                  | Last Call-First Round!                    |
| 0644/DP175 | 18            | Os Opostos Interagem!                             | Opposites Interact!                       |
| 0645/DP176 | 19            | Está Chegando o Círculo do Festival Inteiro!      | Coming Full Festival Circle!              |
| 0646/DP177 | 20            | Uma Grande Batalha Pela Vitória!                  | A Grand Fight For Winning!                |
| 0647/DP178 | 21            | Pelo Amor de Meowth!                              | For the Love of Meowth!                   |
| 0648/DP179 | 22            | A Oitava Maravilha do Mundo Sinnoh!               | The Eighth Wonder of the Sinnoh World!    |
| 0649/DP180 | 23            | Quatro Estradas Que Divergem em um Porto Pokémon! | Four Roads Diverged in a Pokémon Port!    |
| 0650/DP181 | 24            | Descobrindo um Tesouro!                           | Bucking the Treasure Trend!               |
| 0651/DP182 | 25            | Uma Antiga Combinação de Família!                 | An Old Family Blend!                      |
| 0652/DP183 | 26            | Liga Descontrolada!                               | League Unleashed!                         |
| 0653/DP184 | 27            | A Vitória do Paul Sobre o Barry!                  | Casting a Paul on Barry!                  |
| 0654/DP185 | 28            | Trabalhando o Movimento Certo!                    | Working on a Right Move!                  |
| 0655/DP186 | 29            | Uma Estratégia Conhecida!                         | Familiarity Breeds Strategy!              |
| 0656/DP187 | 30            | Um Rival de Arrasar!                              | A Rouser Real Rival!                      |
| 0657/DP188 | 31            | Quebrando o Gelo!                                 | Battling a Thaw in Relations!             |
| 0658/DP189 | 32            | A Fronteira da Semi-Final!                        | The Semi-Final Frontier!                  |
| 0659/DP190 | 33            | Deixa Comigo!                                     | The Blockster Is In!                      |
| 0660/DP191 | 34            | Lembranças São Feitas de Alegrias!                | Memories Are Made Of Bliss!               |

## Filmes
| # | Título no Brasil                       | Título nos Estados Unidos             |
| - | -------------------------------------- | ------------------------------------- |
| 1 | Pokémon: O Pesadelo de Darkrai         | Pokémon: The Rise of Darkrai          |
| 2 | Pokémon: Giratina e o Cavaleiro do Céu | Pokémon: Giratina and the Sky Warrior |
| 3 | Pokémon: Arceus e a Joia da Vida       | Pokémon: Arceus and the Jewel of Life |
| 4 | Pokémon: Zoroark - Mestre das Ilusões  | Pokémon: Zoroark: Master of Illusions |